# Neubois
Neubois (deutsch Gereuth) ist eine französische Gemeinde mit 658 Einwohnern (Stand 1. Januar 2021) im Département Bas-Rhin in der Region Grand Est (bis 2015 Elsass). Sie ist einer der Grenzorte des alemannischen Dialektraums. Das Dorf liegt in einem Ausläufer des Val de Villé in den Vogesen.

## Bevölkerungsentwicklung
| Jahr      | 1962 | 1968 | 1975 | 1982 | 1990 | 1999 | 2007 | 2017 |
| Einwohner | 423  | 449  | 445  | 519  | 561  | 661  | 673  | 698  |

## Sehenswürdigkeiten
- Burgruine Frankenburg
- Kirche Saint Materne

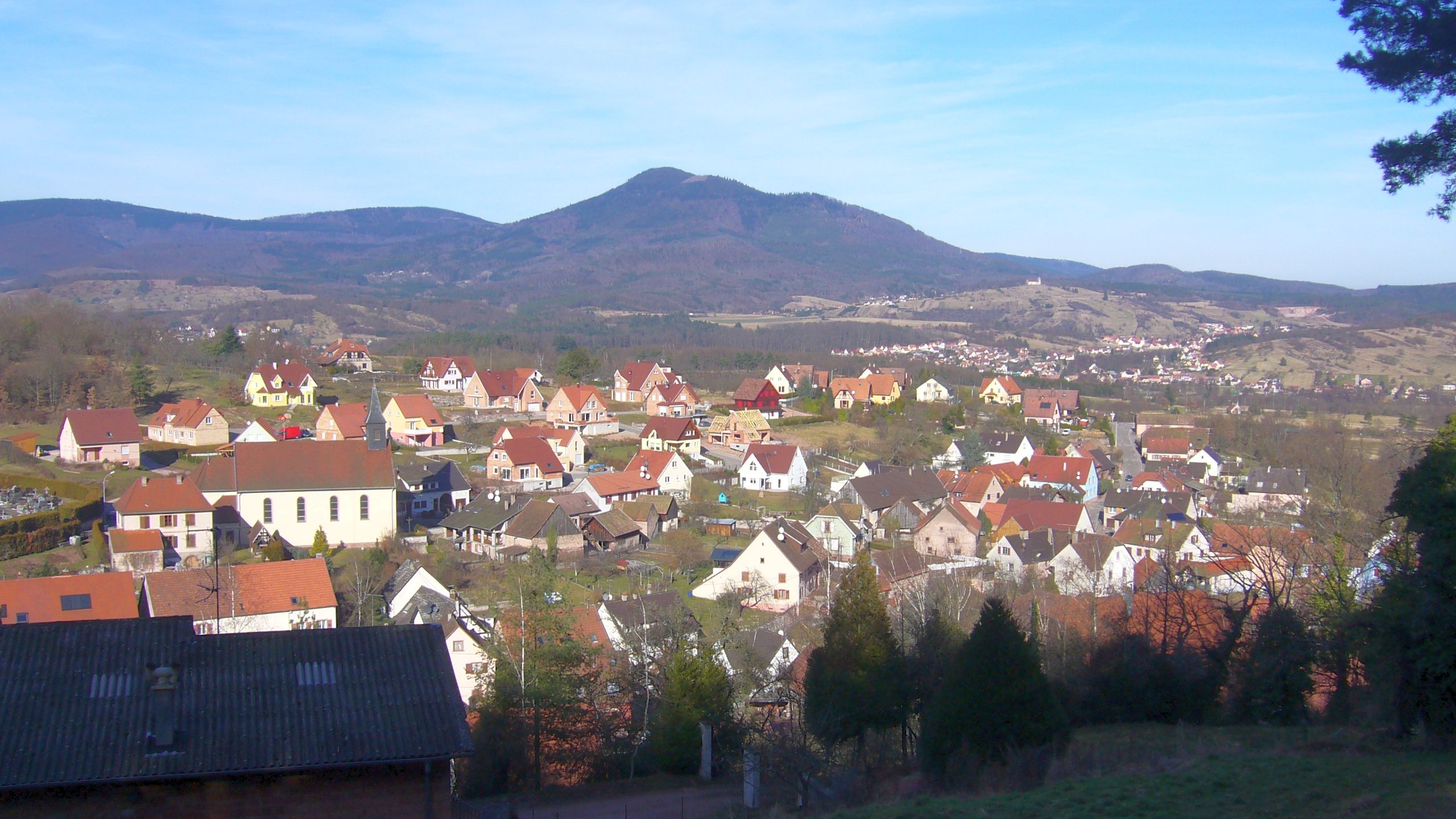
Ortsansicht
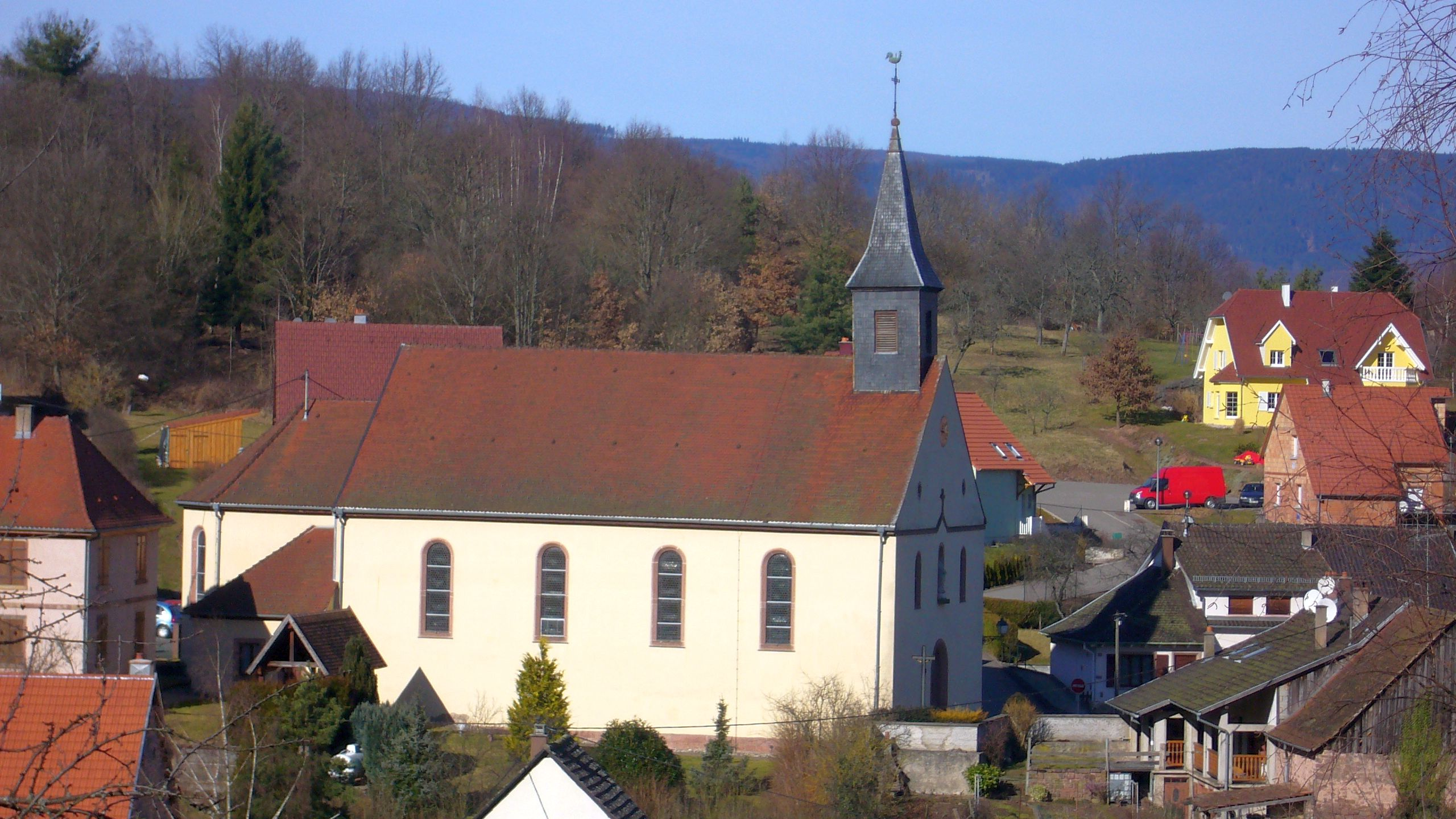
Kirche Saint-Materne
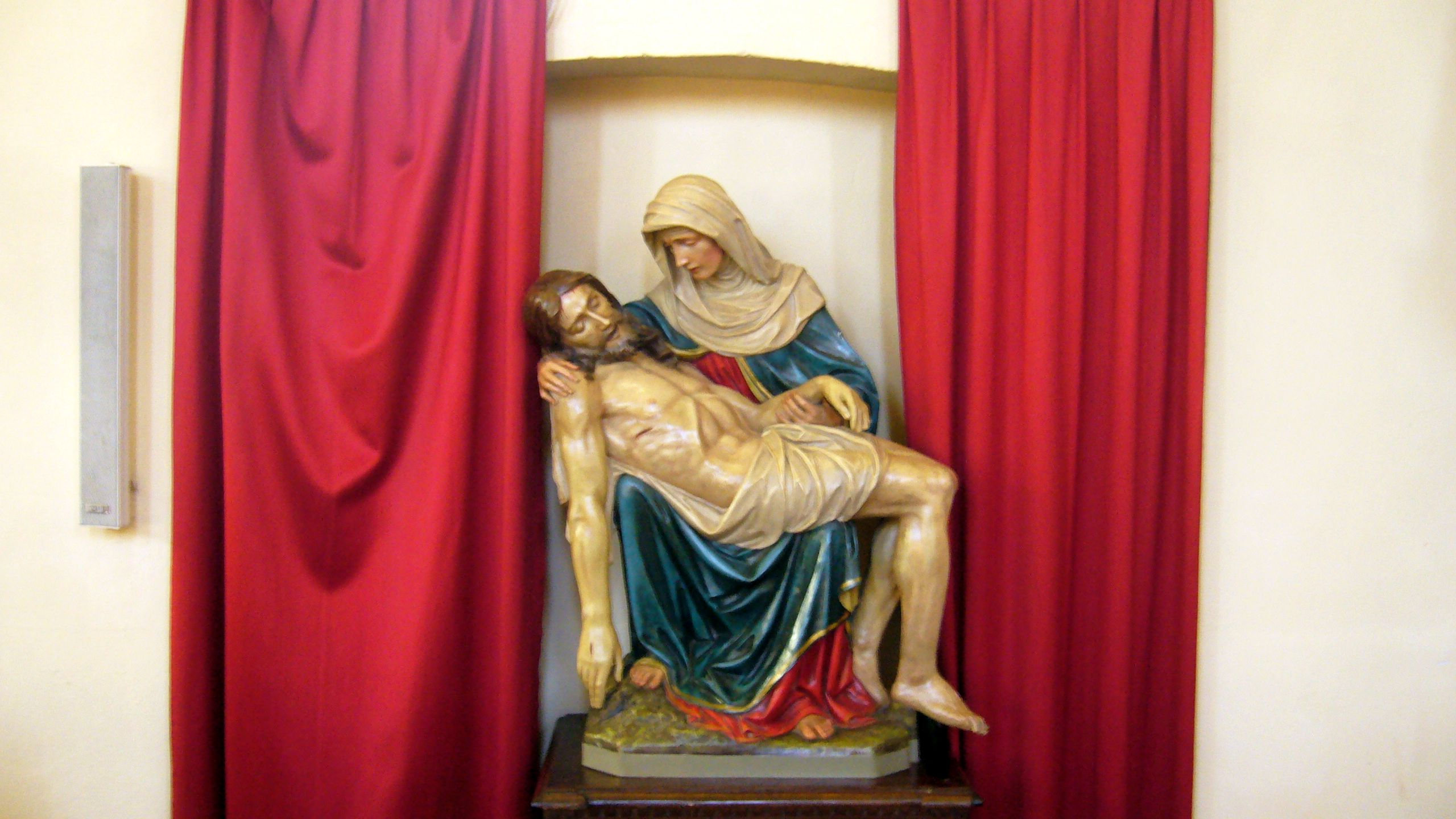
Große Pietà im Inneren von Saint-Materne
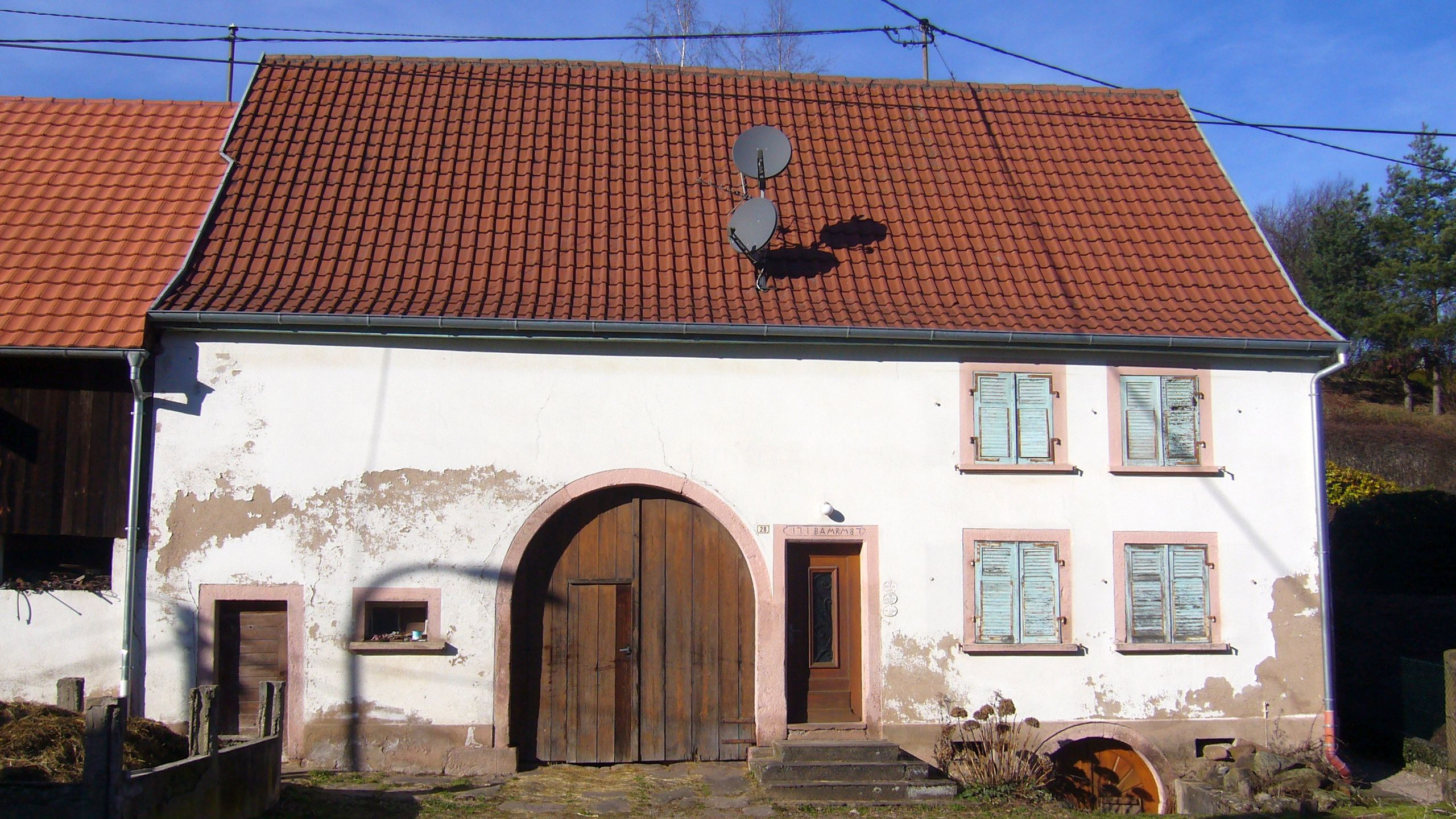
Alte Scheune von 1787 (Rue du Frankenbourg 28)